# Вођани
Вођани (мкд. Воѓани) су насеље у Северној Македонији, у средишњем делу државе. Вођани припадају општини Кривогаштани.

## Географија
Насеље Вођани је смештено у средишњем делу Северне Македоније. Од најближег већег града, Прилепа, насеље је удаљено 25 km западно.
Вођани се налазе у средишњем делу Пелагоније, највеће висоравни Северне Македоније. Насељски атар је махом равничарски, док се даље ка западу издижу прва брда планине Баба. Јужно од насеља протиче Црна река. Надморска висина насеља је приближно 600 метара.
Клима у насељу је континентална.

## Становништво
По попису становништва из 2002. године, Вођани су имали 454 становника.
Претежно становништво у етнички Македонци (99%).
Већинска вероисповест у насељу је православље.